# Girocoche

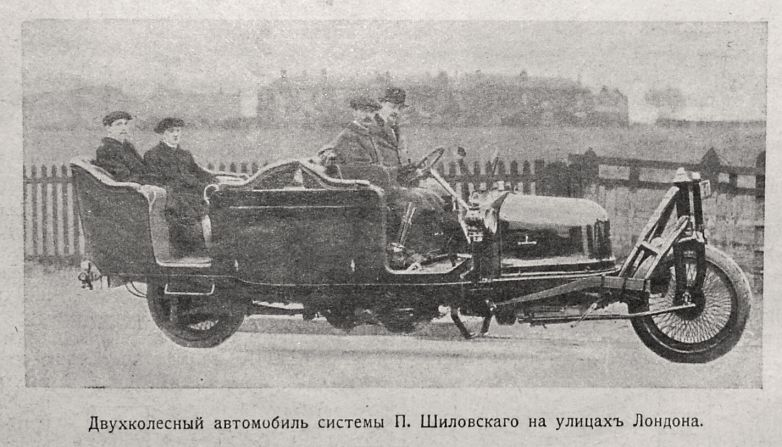
Girocoche de Shilovski en Londres (1914)

Un girocoche (denominado gyrocar en inglés) es un automóvil de dos ruedas. La diferencia entre una bicicleta o una motocicleta y un girocoche es que en una bicicleta, el equilibrio dinámico es proporcionado por el ciclista, y en algunos casos, por la geometría y la distribución de masas de la bicicleta, y por el efecto giroscópico de las ruedas.
En un girocoche, el equilibrio se confía al efecto de uno o más giróscopos, conectados a dos arneses pendulares mediante un sistema de ruedas dentadas.

## Historia
El concepto se describió originalmente en un relato de ficción de 1911 titulado "Two Boys in a Gyrocar: The story of a New York to Paris Motor Race" (Dos muchachos en un Girocoche: La historia de una carrera de Nueva York a París), escrito por Kenneth Brown (Houghton Mifflin Co).
Sin embargo, el primer prototipo de girocoche fue encargado en 1912 por el conde ruso Piotr Shilovski, un abogado y miembro de la nobleza rusa. Fue fabricado según su diseño por la Wolseley Tool and Motorcar Company en 1914 y se demostró en Londres ese mismo año. El girocoche de Shilovski era impulsado por un motor Wolseley C5 potenciado de 16 a 20 hp, con un diámetro de 90 mm y una carrera de 121 mm. Fue montado delante del radiador, conduciendo la rueda trasera a través de un embrague convencional y una caja de engranajes. Se colocó un freno de transmisión después de la caja de cambios, no había frenos en las ruedas. El peso del vehículo era de 2.75 toneladas y tenía un radio de giro muy grande.
En 1927, Louis Brennan, financiado por una suma de 12.000 libras (más unas 2000 libras anuales) aportadas por John Cortauld construyó un girocoche bastante más exitoso. Dos giróscopos se alojaban debajo de los asientos delanteros, girando en un plano horizontal a 3500 rpm por medio de motores eléctricos de 24 V alimentados por baterías de automóviles estándar. Esta fue la mayor velocidad disponible con los motores eléctricos disponibles, y significó que cada rotor tenía que pesar 200 lb (90,7 kilogramos) para generar la fuerza estabilizadora suficiente. La precesión se localizaba en el plano vertical de proa. El automóvil tenía un motor Morris Oxford, montantes del motor y caja de cambios. Se podían bajar manualmente dos ruedas laterales (se utilizaron ruedas de cola de aeronaves ligeras) al detenerse. Si el conductor se olvidaba y apagaba los giróscopos y se alejaba, el automóvil continuaría manteniéndose en equilibrio con el impulso del giróscopo durante unos minutos, y luego las ruedas se dejarían caer automáticamente para detener el vuelco del vehículo.